# Current TV
Current TV is een Amerikaans voormalig kabeltelevisiekanaal dat op 1 augustus 2005 begon met uitzenden. Het televisiekanaal werd door oud-presidentskandidaat Al Gore (Democratische Partij) en advocaat Joel Hyatt opgericht. De reden voor de oprichting was dat er volgens Gore een alternatief moest zijn voor de rechtse Amerikaanse media.

## Geschiedenis
Gore en Hyatt kochten in 2004 van het Franse mediaconglomeraat Vivendi SA het televisienetwerk Newsworld International. Dit televisienetwerk bereikte ongeveer 19 miljoen kijkers in de Verenigde Staten met nieuwsprogramma's, die voornamelijk werden geproduceerd door de Canadese Canadian Broadcasting Corporation (CBC). Het kanaal was hoofdzakelijk gericht op Canadezen die in de Verenigde Staten wonen. Gore en Hyatt kondigden begin 2005 aan dat ze het televisienetwerk zouden gaan gebruiken om het nieuwe kanaal INdTV op te zetten. Later veranderden ze de naam in "Current TV".
Het kanaal was gericht op jongeren tussen de 18 en 34 jaar en bracht informatie in de stijl van MTV. De bedoeling was om de creativiteit van het internet en vlogs (videoweblogs) naar het televisiescherm te brengen.
Op 1 augustus 2005 werden de programma's van CBC stopgezet en vervangen door de nieuwe programmering van Current TV.
Current TV leverde ieder half uur korte nieuwsprogramma's gebaseerd op realtime-informatie van Google over de populairste web- en nieuwszoekopdrachten.
De verdere programmering bestond voornamelijk uit "pods", korte videofragmenten die tussen de twee en zeven minuten duurden en onderwerpen als werk, technologie en nieuws behandelden. Het geheel gaf de indruk van een internetwebsite, compleet met een "progress bar" die aangaf hoeveel tijd er nog over was.
Kijkers konden zelf korte programmaelementen leveren via de website van Current TV. Ongeveer 25% van het programmamateriaal werd door de kijkers geleverd (Wired News, 31 juli 2005).
Nadat Current TV in handen was gevallen van het multimediabedrijf Al Jazeera Media Network, kondigde dit netwerk op 2 januari 2013 aan het televisiekanaal te willen stopzetten. Op 20 augustus van dat jaar viel het doek.